# Покарання (фільм, 1920)
Покарання (англ. The Penalty) — американській німий чорно-білий фільм режисера Воллеса Ворслі, у головній ролі Лон Чейні.

## Сюжет
Доктор Ферріс, недосвідчений хірург (Чарльз Клері), ампутує обидві ноги молодому хлопцеві, пораненому в результаті аварії. Ферріс дізнається від іншого лікаря, що ампутація була не потрібна. Хлопчик підслуховує розмову та протестує, але безрезультатно, бо лікарі брешуть його батькам, що операція врятувала хлопцеві життя. Через 27 років хлопець, якого сьогодні називають Бліззард (Лон Чейні), незважаючи на те, що йому потрібні дерев'яні милиці, щоб пересуватись, стає ватажком злочинного світу міста. Він має намір помститися доктору Феррісу та повернутися до нього через його вродливу доньку, художницю, Барбару (Клер Адамс). Здатність Бліззарда уникнути арешту зумовлена, тим, що у нього «в кишені» місцева поліція. Тому безстрашна агентка спецслужб Роуз (Етель Грей Террі) добровільно проникає в його організацію. Коли вона виявляє, що у нього є розроблений план для захоплення міста Сан-Франциско, вона має намір розкрити його, але захоплюється харизматичним Бліззардом і намагається відмовити його. Все сходиться у дивовижному фіналі…

## У ролях

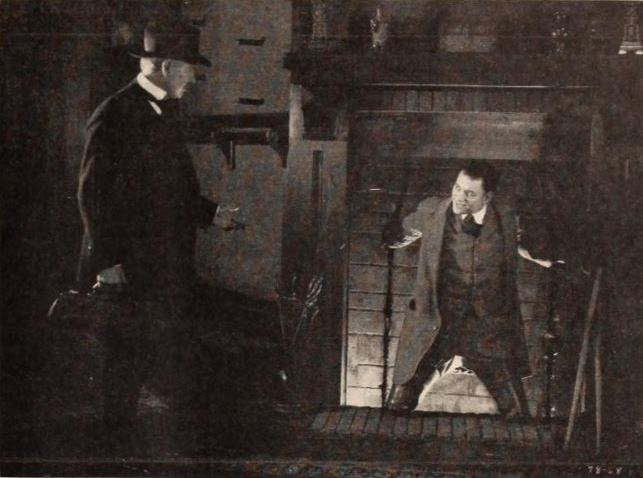
Кадр з фільму

- Лон Чейні — Бліззард
- Чарльз Клері — Доктор Ферріс
- Доріс Паун — Барбара Нелл
- Джим Мейсон — Фріско Піт
- Мілтон Росс — Ліхтенштейн
- Етель Грей Террі — Роуз
- Кеннет Гарлан — Доктор Вілмот Аллен
- Клер Адамс — Барбара Ферріс
- Монтгомері Карлайл — шахрай
- Сезаре Гравіна — вчитель мистецтва
- Чі Фелпс — поліцейський
- Мадлейн Треверс — жінка
- Едуар Требаол — ?
- Кларенс Вілсон — шахрай
- Майкл Дарк — чоловік

## Факти
- Лон Чейні для ролі зав'язував гомілки назад і йому доводилося ходити на наколінниках. Це було настільки болісно, що він міг так ходити лише кілька хвилин за раз, а м'язи колін зазнавали постійних пошкоджень.
- Сцена з Лоном Чані, що спускався сходами, була поставлена в кінці, щоб довести глядачам, що він не ампутував собі ноги. Вона бува вилучена з випуску 1926 року, і кадри фільму тепер втрачені.
- У видінні Блаззарда про майбутній пограбунок Сан-Франциско, він бачить, як віддає накази своїм прихильникам стоячи на своїх відновлених ногах.
- В одній із сцен чітко видно, як Ліхтенштейн вимовляє слово «Блін!»[2]